# Головня, Борис Владимирович
Борис Владимирович Головня (род. 21 сентября 1933, Москва) — советский и российский кинооператор и режиссёр-документалист, народный артист РСФСР (1981).

## Биография
Борис Владимирович Головня родился 21 сентября 1933 года в Москве в семье кинооператора Владимира Николаевича Головни. В 1956 году окончил ВГИК. Тогда же начал работать на киностудии «Центрнаучфильм». Одними из наиболее важных стали киносъёмки о космонавтах. С 1964 года как режиссёр-оператор ставил фильмы в содружестве с Д. Р. Гасюком. Был автором сценариев многих своих фильмов. Член КПСС с 1956 года.
Член Президиума Российской Академии кинематографических искусств «Ника», руководитель секции неигрового кино, секретарь Московского Союза кинематографистов.

## Семья
- Отец — оператор Владимир Николаевич Головня (1909—1983), директор киностудии, заместитель председателя Госкино СССР, фронтовой кинооператор[1].
- Мать — Лидия Степановна Журавлёва, работала в Свердловском районном комитете КПСС Москвы.
- Сын — Владимир Борисович Головня (род. 1958), оператор кино и телевидения.

## Награды и премии
- Заслуженный деятель искусств РСФСР (8.04.1975).
- Народный артист РСФСР (8.09.1981).
- Орден Почёта (30.08.1996).
- Премия «Ника» за лучший научно-популярный фильм (за фильм «Вспоминая Бориса Пастернака», 1991)[2]

## Фильмография

### Режиссёр
1. 1967 — Мексика, рождённая в веках
2. 1969 — Трудные старты Мехико
3. 1971 — Экспо-70
4. 1974 — День в Сингапуре
5. 1975 — Альманах кинопутешествий №100 (главная премия Всесоюзного кинофестиваля)
6. 1975 — Я — Севастополь[3]
7. 1978 — Владимир Шнейдеров
8. 1978 — Австралия — города и люди
9. 1981 — Тропы Кавказа
10. 1982 — Ленин и Сибирь
11. 1987 — Маршал Рокоссовский. Жизнь и время (номинация на премию «Ника» за лучший научно-популярный фильм)
12. 1990 — Вспоминая Бориса Пастернака (премия «Ника» за лучший научно-популярный фильм[2])
13. 1992 — Святая земля

### Сценарист
1. 1969 — Трудные старты Мехико (главная премия Всесоюзного кинофестиваля)
2. 1971 — Экспо-70
3. 1974 — День в Сингапуре
4. 1975 — Альманах кинопутешествий №100 (главная премия Всесоюзного кинофестиваля)
5. 1978 — Австралия — города и люди
6. 1981 — Тропы Кавказа
7. 1982 — Ленин и Сибирь
8. 1992 — Святая земля

### Оператор
1. 1959 — С. Я. Маршак
2. 1960 — Пять колец над Римом
3. 1961 — Балтика — Черное море
4. 1962 — Снова к звёздам (Ломоносовская премия)
5. 1963 — Чехословакия встречает «Чайку»
6. 1964 — Звёздный путь
7. 1967 — Мексика, рождённая в веках
8. 1969 — Трудные старты Мехико